# Oxymegaspis izzardi
Oxymegaspis izzardi är en insektsart som beskrevs av Victor Lallemand 1954. Oxymegaspis izzardi ingår i släktet Oxymegaspis och familjen spottstritar. Inga underarter finns listade i Catalogue of Life.